# نديم ناظم
نديم عمر ناظم هو لاعب كرة قدم من أصل عراقي يحمل الجنسية السويدية وهو من مواليد (20 اغسطس 2001) يلعب بمركز حارس مرمى لصالح نادي فالكنبرغ السويدي.